# Nanostrangalia sternalis
Nanostrangalia sternalis är en skalbaggsart som beskrevs av Holzschuh 1992. Nanostrangalia sternalis ingår i släktet Nanostrangalia och familjen långhorningar. Inga underarter finns listade i Catalogue of Life.